# Trần Hiếu Ngân
Tran Hieu Ngan (em vietnamita: Trần Hiếu Ngân - Tuy-Hoa, 26 de junho de 1974) é um ex-lutadora de taekwondo vietnamita que conquistou a primeira medalha do seu país em Jogos Olímpicos (prata em Sydney 2000). Até os Jogos Olímpicos de Pequim 2008 essa era a única medalha do país, já que o atleta Hoang Anh Tuan conquistou uma medalha de prata no halterofilismo (até 56kg).
O significado da palavra Ngân em português é prata.